# ムキモ
ムキモ(Mukimo)は、ケニアのケニア山周辺で暮らす人々が食べる料理である。潰したジャガイモと葉菜類から作る。トウモロコシや豆が加えられることもある。肉のシチューやニャマ・チョマ（ヤギ肉の焼肉）に添えて提供されることが多い。ケニア中央部が発祥であるが、現在ではケニア内の様々なコミュニティで食べられている。